# Araçatuba

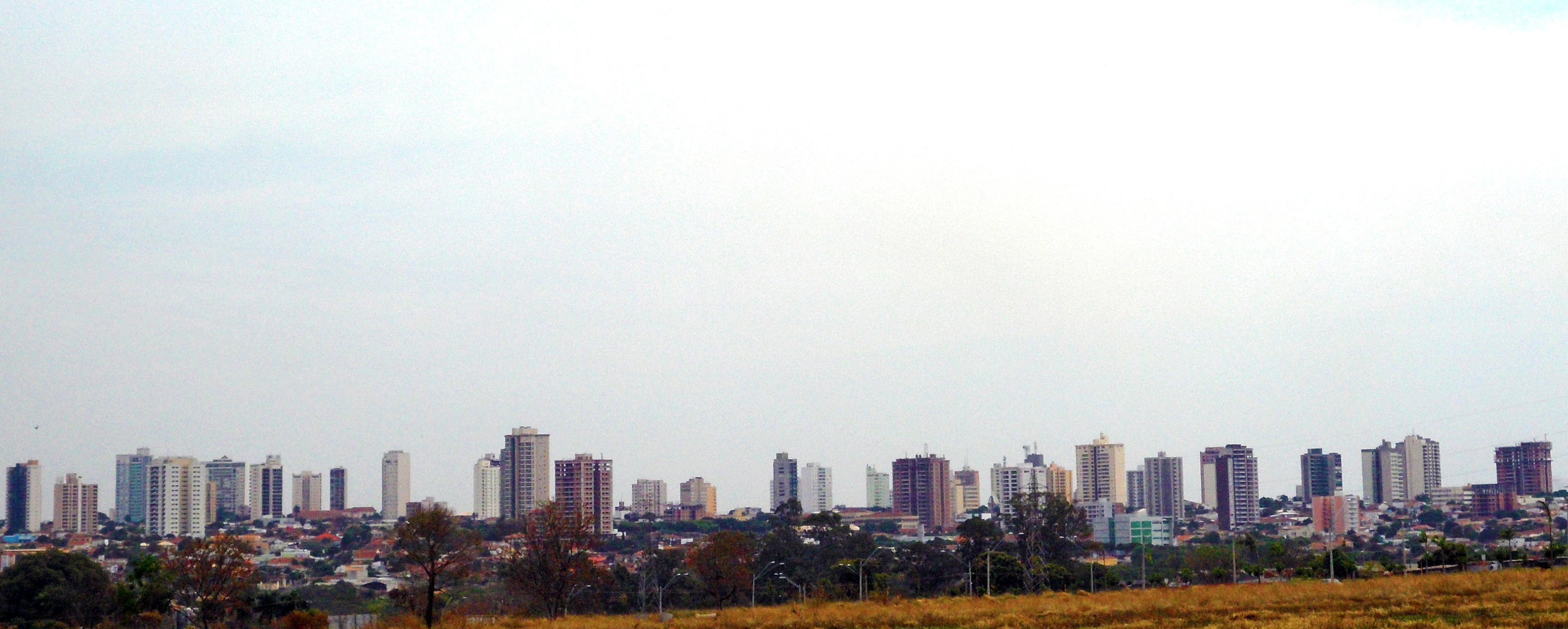
Araçatuba.

Araçatuba este un oraș în São Paulo (SP), Brazilia. 
1. ↑   https://aracatuba.sp.gov.br/turismo/araca.php Lipsește sau este vid: |title= (ajutor)